# Тито (коммуна)
Тито (итал. Tito) — коммуна в Италии, расположена в регионе Базиликата, подчиняется административному центру Потенца.
Население составляет 6378 человек (на 2001 г.), плотность населения составляет 91 чел./км². Занимает площадь 70 км². Почтовый индекс — 85050. Телефонный код — 0971.
Покровителем коммуны почитается святой Лаверий. Праздник ежегодно празднуется 17 ноября.